# Maria Einsmann

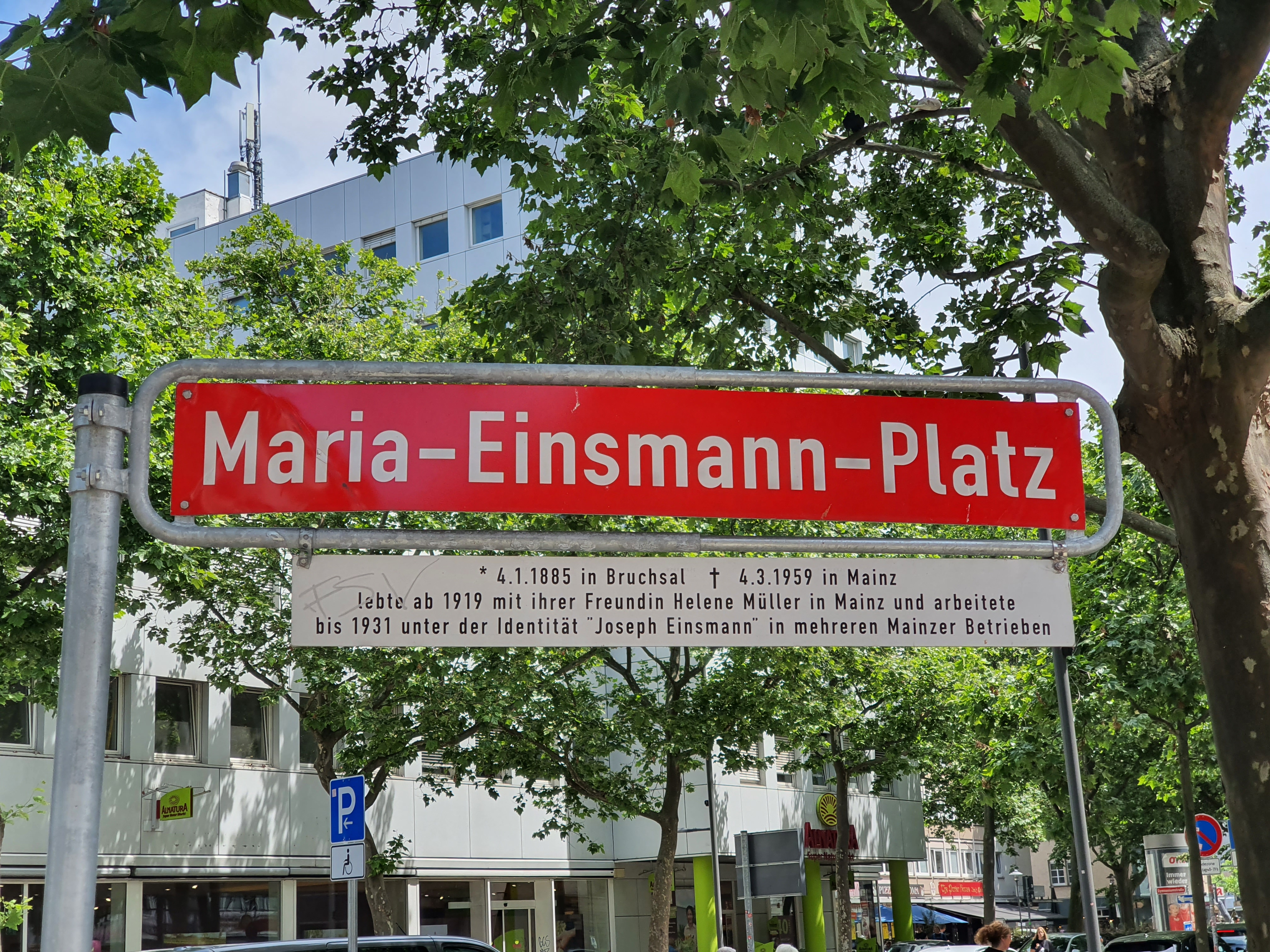
Straßenschild des Maria-Einsmann-Platzes in der Mainzer Altstadt mit Legendentafel zu biographischen Details Einsmanns

Maria Einsmann (* 4. Januar 1885 in Bruchsal als Maria Mayer; † 4. März 1959 in Mainz) war eine deutsche Arbeiterin, die sich in der Weimarer Republik als Mann ausgab, weil sie als Frau keine Anstellung fand. Als „Joseph Einsmann“ lebte sie mit Helene Müller und deren zwei Kindern zusammen, wobei sie als Ehemann der Lebensgefährtin und Vater der beiden Kinder auftrat. Zwölf Jahre lang blieb sie unerkannt. Die Aufdeckung ihrer Identität 1931 und der anschließende Gerichtsprozess wurden von großer medialer Aufmerksamkeit der nationalen und internationalen Presse begleitet. Seit 2020 erinnert in der Mainzer Altstadt der Maria-Einsmann-Platz an sie.

## Vorgeschichte
Maria Einsmann wurde am 4. Januar 1885 in Bruchsal als Maria Mayer geboren. Ihre Eltern waren der Fabrikarbeiter Friedrich Mayer und seine Frau Anna, geborene Weinschenk. Sie war das älteste von deren drei Kindern. Ihr Bruder Karl verstarb kurz nach der Geburt 1890, ihre jüngere Schwester Anna Barbara wurde 1892 geboren.
1912 heiratete die als Büglerin tätige Maria Mayer in Karlsruhe den ein Jahr älteren Gipser Joseph Einsmann, dessen Identität sie sieben Jahre später annehmen sollte. Noch während des Ersten Weltkriegs trennten sich beide. Die Ehe wurde 1923 offiziell geschieden, was Maria Einsmann aber nicht erfuhr. Bei ihrer Arbeit in einer Munitionsfabrik in Pforzheim lernte sie 1916 ihre spätere Lebensgefährtin Helene Müller kennen. Diese hatte zu dem Zeitpunkt einen ähnlichen Lebensweg wie Maria Einsmann hinter sich. Sie wurde am 6. Dezember 1894 in Pforzheim als Helene Hertha Banz geboren und heiratete 1914 den Goldschmied Emil Müller. Auch diese Ehe verlief von Anfang an unglücklich und beide trennten sich schnell wieder. Helene Müllers Ehe wurde 1922 in Abwesenheit in Karlsruhe ebenfalls geschieden.

## Die Arbeitswelt für Frauen nach dem Ersten Weltkrieg
Da mit zunehmender Dauer des Ersten Weltkriegs immer mehr Männer zum Kriegsdienst herangezogen wurden, musste ihre Arbeitskraft zunehmend ersetzt werden. In den industrialisierten kriegsteilnehmenden Staaten übernahmen Frauen diese Aufgaben, meistens nach nur kurzer Einarbeitung. Durch die sich schnell vollziehende Umstellung von Friedens- auf Kriegswirtschaft und den Mangel an männlichen Arbeitskräften ersetzten Frauen Männer in Berufen, die bis dahin Männern vorbehalten waren. Bei den immer größer werdenden politischen, militärischen und sozialen Problemen wurde den Frauen in der Kriegswirtschaft allerdings auch bewusst, wie bedeutend ihre Rolle in der Gesellschaft mittlerweile geworden war. Das Thema der Frauenemanzipation begann immer mehr in den Vordergrund zu rücken.
Mit der beginnenden Umstellung der Wirtschaft in Deutschland auf eine Friedensproduktion seit Sommer 1918 und vor allem mit der Demobilisierung der deutschen Streitkräfte änderte sich die arbeitswirtschaftliche Lage wieder. Frauen in der Rüstungsindustrie wie Maria Einsmann und Helene Müller, bis dahin unverzichtbar für die Munitions- und Waffenproduktion, sollten nun ihren Arbeitsplatz für die heimkehrenden Männer räumen. Damit verbunden war eine Erneuerung des eigentlich überkommen geglaubten Geschlechterverhältnisses zu dieser Zeit. Frauen sollten wieder zu ihrer traditionellen Rolle zu „Heim und Herd“ zurückkehren oder sich mit den oft unzureichend bezahlten Arbeitstätigkeiten zufriedengeben, die man Frauen zugestand. Damit verbunden war der Versuch, den Status der berufstätigen Frauen wieder auf den Stand vor dem Ersten Weltkrieg zurückzudrehen.
Nach dem Ende des Ersten Weltkriegs am 11. November 1918 konnte man bald überall in Deutschland ähnliche Aufrufe wie diesen in Mainzer Zeitungen veröffentlichten des hessischen Staatskommissars für wirtschaftliche Demobilmachung, Matthias, an die erwerbstätigen Frauen und Mädchen lesen:
„Deshalb fordert heute die Pflicht von jeder Frau – welchen Beruf sie auch haben mag – ihren Platz den heimkehrenden und den aus Rüstungsbetrieben zurückkommenden Männern einzuräumen. Haben die Frauen zu Beginn und während des Krieges ihre Pflichten erkannt, so erwartet die Heimat von ihnen, daß sie es auch heute tun.“

## Aus Maria Einsmann wird Joseph Einsmann
Maria Einsmann und Helene Müller verloren beide ihre Arbeitsplätze in Pforzheim und beschlossen 1919, nach Mainz zu ziehen. Spätestens ab ihrer Ankunft in Mainz lebten beide Frauen in der Mainzer Neustadt zusammen. Ob dies aufgrund einer Liebesbeziehung oder eher auf Basis einer kameradschaftlich geprägten Zweckgemeinschaft geschah, ist nicht bekannt.
In Mainz sahen sich die beiden Frauen mit der gleichen prekären Lage wie in ihrer badischen Heimat konfrontiert. Arbeitsplätze mit einer für den gemeinsamen Lebensunterhalt ausreichenden Entlohnung gab es nur für Männer. Vorhandene Arbeitsplätze für Frauen reichten von der Vergütung nicht aus, um ihren Lebensunterhalt auch nur halbwegs zu sichern. In dieser Situation erinnerte sich Maria Einsmann an einen schwarzen Anzug ihres Ehemannes Joseph, der sich immer noch in ihrem Besitz befand. Den Anzug hatte sie ihrem Mann kurz vor der Trennung 1916 gekauft, ihn aber dann behalten. Sie probierte ihn an und entdeckte dabei, dass sich in dem Anzug die alten Ausweispapiere ihres Mannes befanden. Beiden Frauen kam die Idee, dass sich statt Maria Einsmann nun Joseph Einsmann um einen Arbeitsplatz bemühen sollte. Maria Einsmann schnitt sich die Haare und ging erfolgreich auf Stellensuche beim Arbeitsamt. Fast sofort bekam sie eine Arbeitsstelle mit einem für beider Lebensunterhalt ausreichenden Gehalt beim Fuhrpark der in Mainz stationierten französischen Truppen. Danach wechselte sie zu einer Wach- und Schließgesellschaft und zu weiteren Betrieben in unterschiedlichen Arbeitsbereichen. Ihre letzte Arbeitsstelle vor der Entdeckung war seit März 1925 die Firma Werner & Mertz, damals sehr erfolgreich und überregional bekannt für ihre Schuhcreme Marke Erdal. Dort arbeitete Maria Einsmann alias Joseph zuerst kurz in der Lagerverwaltung und wechselte im Juni 1925 in die Dosenfabrik zur Blechlackiererei. Ihre Aufgabe bestand in der Mischung der Lacke für die Schuhcremedosenlackierung und der Befüllung der Lackiermaschinen. Ihr Arbeitgeber bescheinigte ihr in einer späteren Stellungnahme in der Presse: „Die Frau war stets fleißig und pünktlich.“ Zuletzt war Maria Einsmann als Vorarbeiter tätig. Helene Müller trug ebenfalls zum Unterhalt bei. Sie war zuerst als Zimmermädchen in einem von Franzosen besetzten Hotel tätig, später als Arbeiterin in verschiedenen Mainzer Betrieben.
Als Joseph Einsmann perfektionierte Maria Einsmann in den nächsten Jahren ihr Auftreten als Mann in der Gesellschaft. Helene Müller wurde zu Joseph Einsmanns Ehefrau, und zur „Familie Einsmann“ gehörte ab 1921 zudem erst eine, ab 1930 auch eine zweite Tochter von Helene Müller. Maria Einsmann gelang es mit den unterschiedlichen Arbeitsstellen, ihrer Familie einen gesicherten Lebensunterhalt zu ermöglichen. Sie sang als Tenor in zwei Mainzer Kirchenchören, spielte Skat bei Stammtischen und setzte sich bei Werner & Mertz als Gewerkschaftsmitglied für ihre Kollegen ein. Eine Enkelin von Helene Müller, die Maria Einsmann noch als „Tante“ kennengelernt hatte, berichtete in einem Interview, dass sie sehr kreativ im Alltag als Mann agierte. So urinierte sie mit Hilfe eines durch die Hose weitestgehend verdeckten Schuhlöffels an Urinalen.

## Enttarnung und Gerichtsprozess
Im August 1931 hatte Maria/Joseph Einsmann in der Blechschneiderei bei Werner & Mertz einen Arbeitsunfall. Ihre Hand geriet in eine Schneidemaschine und sie verlor den kleinen Finger an der rechten Hand. Da sie vorerst arbeitsunfähig war, sollte ihr eine Rente zugesprochen werden. Ein entsprechender Rentenantrag wurde für sie gestellt. Bei der Bearbeitung dieses Antrags im Reichsversicherungsamt in Berlin wurde man auf zwei Invalidenkarten aufmerksam, die beide auf Joseph Einsmann ausgestellt waren und identische Daten aufwiesen. Bei entsprechenden Nachforschungen wurde die wahre Identität Joseph Einsmanns in Mainz aufgedeckt. Dies zog sofort eine juristische Verfolgung des Falls nach sich. Maria Einsmann hatte sich durch ihren Identitätswechsel der intellektuellen Urkundenfälschung, also der vorsätzlichen Personenstandsänderung, schuldig gemacht. Hinzu kam der Tatbestand der Kindesunterschiebung, da sie sich vor dem Mainzer Standesamt als Vater der beiden Kinder ihrer Lebensgefährtin Helene Müller ausgegeben hatte. Außerdem war Maria Einsmann in Person des Joseph Einsmann auch Trauzeugin bei einer Eheschließung gewesen, auch dies wurde ihr zur Last gelegt. Mit ihr wurde auch Helene Müller wegen besagter Kindesunterschiebung angeklagt.
Vor der Hauptverhandlung fast genau ein Jahr nach Bekanntwerden der wahren Identität Maria Einsmanns wurden zwei psychiatrische Gutachten in Auftrag gegeben. Man wollte ihre Motive ergründen und auch ihre Schuldfähigkeit feststellen. Das Gericht und auch der von diesem bestellte Sachverständige, der Kreisarzt und Obermedizinalrat Wagner, glaubten ihrer Aussage, dass der Identitäts- und vor allem Geschlechtswechsel nur aus pragmatischen Gründen vorgenommen sei und der Arbeitssuche und einem für den Lebensunterhalt ausreichenden Arbeitslohn diente. Für das zweite Gutachten musste Maria Einsmann nach Berlin zu dem Institut für Sexualwissenschaft des bekannten Sexualwissenschaftlers Magnus Hirschfeld fahren. Dort diagnostizierte Dr. Abraham bei ihr eine „transvestitische Veranlagung“ in Form eines Verkleidungstriebs und sah sie als unzurechnungsfähig an. Auch hier wehrte sich Maria Einsmann gegen die Unterstellung, sie sei eine „Transvestitin vierter Gruppe“ mit unwiderstehlichem Drang zur Verkleidung. Die Faktenlage der letzten zwölf Jahre war für sie vollkommen klar, allerdings aus ganz anderen Gründen, als ihr in Berlin vorgeworfen wurde. Der Kreisarzt und Obermedizinalrat Wagner kam vor Ort in Mainz zu einem völlig anderen Ergebnis. In seiner Diagnose folgte er Maria Einsmanns Aussagen und verneinte jede Form von – gar krankhaftem – Transvestitismus oder einer anderen psychischen Störung.
Das Schöffengericht des Amtsgerichts Mainz fällte das Urteil am 20. August 1932 nur drei Stunden nach Beginn der Hauptverhandlung, zu der Maria Einsmann gezwungen worden war, in Frauenkleidung zu erscheinen. Das Gericht folgte der Diagnose und Einschätzung von Wagner und verkündete – unter Beifall der zahlreichen Gerichtsbesucher – das Urteil. Es verhängte für beide angeklagten Frauen die verhältnismäßig milden Urteile einer einmonatigen Gefängnisstrafe für Maria Einsmann und einer vierwöchigen Gefängnisstrafe für Helene Müller, die zur dreijährigen Bewährung ausgesetzt wurden. Auch mussten Maria Einsmann und Helene Müller die Gerichtskosten tragen. Im Falle des Vorwurfs der Kindesunterschiebung wurde nur das 1930 geborene Kind berücksichtigt, der Fall von Helene Müllers älterer Tochter, die 1921 geboren wurde, war bereits verjährt.
Am 22. August 1932 titelte die Mainzer Volkszeitung: „Maria Einsmann, eine tapfere Frau. Der gerichtliche Abschluss einer Mainzer Sensation … Das Gericht spricht den Frauen seine besondere Achtung aus.“ Im „Karlsruher Tageblatt“ vom 23. August 1932 wie auch in anderen, gleichlautenden Zeitungsmeldungen, wurde insbesondere auf die Urteilsbegründung hingewiesen: „… in Anbetracht der Tapferkeit, mit der die beiden von ihren Männern geschiedenen Frauen den Lebenskampf aufgenommen hatten, sah das Gericht – so heißt es in der Urteilsbegründung – von schwerer Strafe ab und erkannte auch auf Bewährungsstrafe. Die intellektuelle Urkundenfälschung der Frau Einsmann aber habe die Verhängung einer Freiheitsstrafe erforderlich gemacht.“

## Das Leben danach
Maria Einsmann versteckte sich nach ihrer Enttarnung keineswegs, sondern ging sehr offensiv mit ihrer neuen Situation um. Sie trat in der Öffentlichkeit auf und beantwortete bereitwillig Fragen zu ihrem Doppelleben. Nach dem Ende des Gerichtsprozesses ließ sie von sich (als Joseph Einsmann) sowie von Helene Müller und ihren beiden Kindern ein Familienfoto anfertigen, das sie – mit Genehmigung der städtischen Behörden – erfolgreich in den Mainzer Lokalen verkaufte. Auch ihre Arbeitsstelle bei Werner & Mertz konnte sie behalten. Nach der Aufdeckung ihrer Identität nahm Maria Einsmann zuerst in Absprache mit ihrem Arbeitgeber den ihr zustehenden Urlaub, in dessen Anschluss sie die Arbeitstätigkeit unter ihrem richtigen Namen wieder aufnahm. Um Maria Einsmann wurde es in der Öffentlichkeit nach Prozessende ruhiger. Sie und Helene Müller lebten mitsamt ihren beiden Töchtern weiter in der Mainzer Neustadt. Maria Einsmann starb dort am 4. März 1959 im Alter von 74 Jahren. Ihre Lebensgefährtin Helene Müller starb, fast 99-jährig, am 7. November 1993, ebenfalls in Mainz.

## Mediale Aufmerksamkeit im In- und Ausland

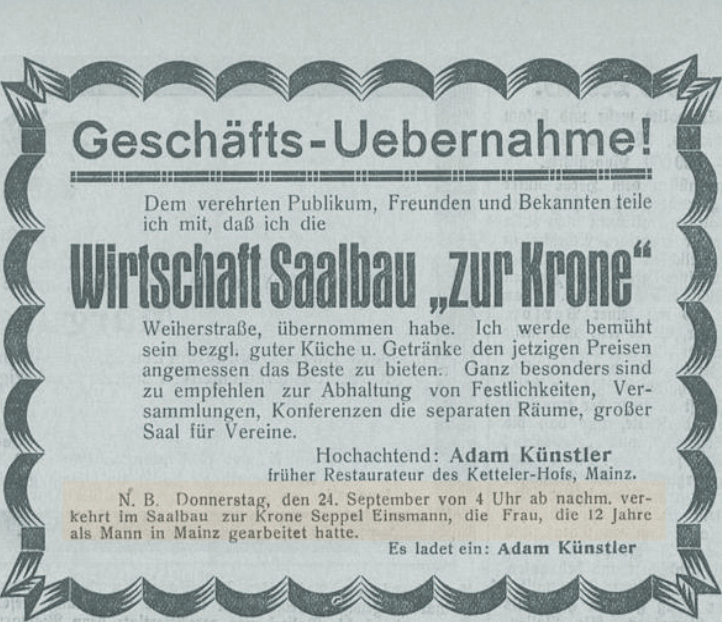
Anzeige im Neuen Hochheimer Stadtanzeiger vom 19. September 1931 anlässlich der Übernahme der Wirtschaft Saalbau „Zur Krone“ mit Werbung für den Auftritt von Maria Einsmann

Kurz nach der Entdeckung der wahren Identität „Joseph Einsmanns“ im August 1931 – und aufgrund der für damalige Zeiten kuriosen Umstände – berichteten Zeitungen im In- und Ausland über diesen Fall und es herrschte eine große mediale Aufmerksamkeit. Den Beginn machte der Mainzer Tagesanzeiger am 16. August 1931 und titelte „Frau Vater. Eine als Mann verkleidete Frau arbeitet seit 12 Jahren auf dem Bauplatz und in Fabriken“. Es folgte der Mainzer Anzeiger mit dem Titel „Der Lebenskampf einer Frau in Männerkleidern an Mainzer Arbeitsstätten“. Fast täglich erschienen nun weitere Beiträge in verschiedenen Mainzer Presseorganen wie dem Mainzer Journal, der Mainzer Volkszeitung, danach auch überregional, beispielsweise in der Frankfurter Neuesten Zeitung, der Badischen Presse, dem Karlsruher Tagblatt oder dem Vorwärts. Außerhalb der Grenzen Deutschlands berichteten Zeitungen und Journale in Österreich, den Niederlanden, Frankreich und sogar in den USA. Selbst in der niederländischen De Sumatra Post konnte man über den Fall Maria Einsmann nachlesen. Eine zweite Welle an Presseartikeln gab es zum Prozessauftakt im August 1932. Viele der Beiträge enthielten Fotografien von Joseph/Maria Einsmann, einige auch Karikatur-Zeichnungen oder Spottgedichte.

## Rezeption
Bereits in den zahlreichen Presseartikeln klang, neben der allgemeinen Verwunderung über Art und zeitliche Dauer von Maria Einsmanns Doppelidentität, auch Respekt und Bewunderung an. Eine Frau, die selbst in den damaligen, teils schweren Männerberufen vorbildlich und oft mit Anerkennung durch die Arbeitgeber „ihren Mann“ stand, bewog viele Pressevertreter zu einem positiven Grundtenor. Auch wurde mehrfach ihr ansonsten tadelloser Lebenslauf hervorgehoben. Kritik an den eigentlich erst zur Annahme der Doppelidentität führenden Ursachen (ungleiche Arbeitschancen für Frauen im Vergleich zu Männern, geringerer Lohn, schlechter sozialer Stand als alleinstehende Frau[en] etc.) wurde nur teilweise geäußert. Einzig in einem sehr persönlich geschriebenen Beitrag eines A. M. (offenbar ein Kollege der Gewerkschaft, der Maria angehörte) in der Mainzer Volkszeitung vom 20. August 1931 wird ein Bezug zur für Frauen problematischen Arbeitslage thematisiert.
Anna Seghers erinnerte sich im Pariser Exil 1934/35 an Maria Einsmann und verfasste, zusammen mit Hans Richter und Friedrich Kohne, ein Drehbuch für einen Film über die Lebensgeschichte der – Maria Einsmann nachempfundenen – Katharina Rendel. Das Drehbuch geriet für längere Zeit in Vergessenheit und wurde erst in den 1990er Jahren im Museum of Modern Art in New York wiedergefunden. Teile des Drehbuchs wurden 1995 in dem Film von Barbara Trottnow Katharina: oder die Kunst Arbeit zu finden umgesetzt und in Mainz gedreht sowie mit anderen, ähnlichen Frauenschicksalen verknüpft. 2021 wurde der Teil des Films zu Maria Einsmann mit Aussagen von Zeitzeuginnen, wie beispielsweise der Enkelin von Helene Müller, die sich noch an Maria Einsmann und Helene Müller erinnerten, weiter ausgebaut und nun als Frau Vater – Die Geschichte der Maria Einsmann gezeigt.
In Mainz gab es bereits 2014 einen Beschluss des Ortsbeirats Altstadt, einen Platz nach Maria Einsmann zu benennen, doch fehlte eine geeignete Stätte dafür. Diese entstand in den Folgejahren durch den Umbau der Großen Langgasse. Am 25. September 2019 wurde im Stadtrat die Benennung eines dort neugeschaffenen Bereichs der Fußgängerzone als „Maria-Einsmann-Platz“ beschlossen. Die offizielle Einweihung des Platzes fand am 6. März 2020 mit der Errichtung des Straßenschilds und einer erklärenden Tafel statt. Die Stadt Mainz würdigte damit nach eigener Aussage eine Frau mit ungewöhnlicher Lebensgeschichte. Zur Platzbenennung kurz nach dem 61. Todestag von Maria Einsmann sowie zum Internationalen Frauentag gab das Frauenbüro der Stadt Mainz die Broschüre „Die Frau in Männerkleidung. Der Fall Maria Einsmann“ heraus.